# Dolichopus claviger
Dolichopus claviger är en tvåvingeart som beskrevs av Hermann Friedrich Stannius 1831. Dolichopus claviger ingår i släktet Dolichopus och familjen styltflugor. Arten är reproducerande i Sverige. Inga underarter finns listade i Catalogue of Life.

## Bildgalleri

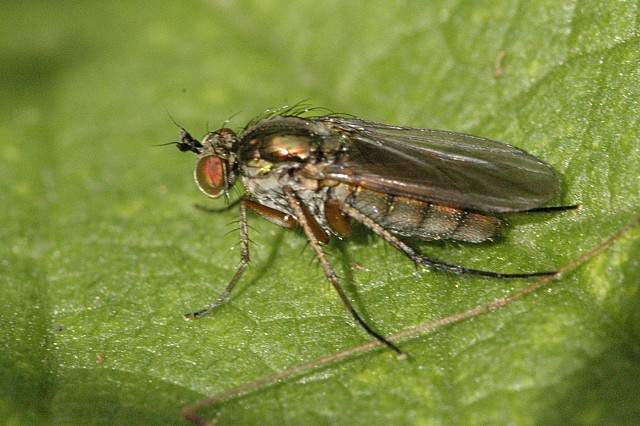